# Бжозе (Тухольський повіт)
Бжозе (пол. Brzozie) — село в Польщі, у гміні Цекцин Тухольського повіту Куявсько-Поморського воєводства.
Населення — 202 особи (2011).
У 1975-1998 роках село належало до Бидгощського воєводства.

## Демографія
Демографічна структура станом на 31 березня 2011 року:
|          | Загалом | Допрацездатний вік | Працездатний вік | Постпрацездатний вік |
| -------- | ------- | ------------------ | ---------------- | -------------------- |
| Чоловіки | 112     | 25                 | 76               | 11                   |
| Жінки    | 90      | 14                 | 55               | 21                   |
| Разом    | 202     | 39                 | 131              | 32                   |